# District de Mogovolas
Le district de Mogovolas est une subdivision administrative de la province de Nampula au nord du Mozambique. En 2007, sa population est de 266 559 habitants.

## Source de la traduction
- (pt) Cet article est partiellement ou en totalité issu de l’article de Wikipédia en portugais intitulé « Mogovolas » (voir la liste des auteurs).